# Seznam španskih športnikov
Seznam španskih športnikov je krovni seznam.

## Seznami
- seznam španskih alpinistov
- seznam španskih alpskih smučarjev
- seznam španskih atletov
- seznam španskih badmintonistov
- seznam španskih bodibilderjev
- seznam španskih boksarjev
- seznam španskih deskarjev na snegu
- seznam španskih dirkačev
- seznam španskih golfistov
- seznam španskih hokejistov na ledu
- seznam španskih hokejistov na travi
- seznam španskih hokejistov
- seznam španskih igralcev ameriškega nogometa
- seznam španskih bejzbolistov
- seznam španskih ragbistov
- seznam španskih jamarjev
- seznam španskih judoistov
- seznam španskih kajakašev
- seznam španskih kanuistov
- seznam španskih karateistov
- seznam španskih kolesarjev
- seznam španskih košarkarjev
- seznam španskih lokostrelcev
- seznam španskih namiznih tenisačev
- seznam španskih nogometašev
- seznam španskih nordijskih smučarjev
- seznam španskih odbojkarjev
- seznam španskih padalcev
- seznam španskih plavalcev
- seznam španskih plezalcev
- seznam španskih podvodnih hokejistov
- seznam španskih rokoborcev
- seznam španskih rokometašev
- seznam španskih rolkarjev
- seznam španskih sabljačev
- seznam španskih sankačev
- seznam španskih smučarjev
- seznam španskih strelcev
- seznam španskih šahistov
- seznam španskih tekvondoistov
- seznam španskih tekmovalcev v bobu
- seznam španskih telovadcev
- seznam španskih tenisačev
- seznam španskih vaterpolistov
- seznam španskih veslačev